# Szent György-fatemplom (Bánffydongó)
A bánffydongói Szent György-fatemplom műemlékké nyilvánított épület Romániában, Kolozs megyében. A romániai műemlékek jegyzékében a  CJ-II-m-B-07591 sorszámon szerepel.

## Története
A templomot a helyiek Dankról vásárolták, és 1864-ben építették fel. 2004-ben teljesen felújították, az eredeti tiszteletben tartásával. 2004-ig volt használatban, ekkor szentelték fel a falu új ortodox templomát.

## Leírása
A tornácos templom kőalapzatra, tölgyfából épült; a tetőt reketói fenyőfából készült zsindelyek borítják.